# Ада Нільссон
Ада Констанція Нільссон (21 вересня 1872 , Södra Sämd, Ельвсборг  — 23 травня 1964 , Julitad ) — шведська феміністка, гінекологиня та політична діячка. Перша жінка-лікарка у Швеції, спіазасновниця агітаційного журналу Tidevarvet в 1923 році.

## Біографія
Народилася в Седра-Самс у 1872 році, виховувалася на хуторі. Її батько, який допомагав керувати будинками, в яких жили робітники текстильних фабрик, помер, коли їй було 13, і вона поїхала жити до Стокгольму. У 1891 році стала однією з перших жінок, які пройшли медичну підготовку спочатку в Упсалі та в Стокгольмі. Нільссон познайомилася з Лідією Волстрьом та Альмою Сундквіст, які також були першими медикинями.

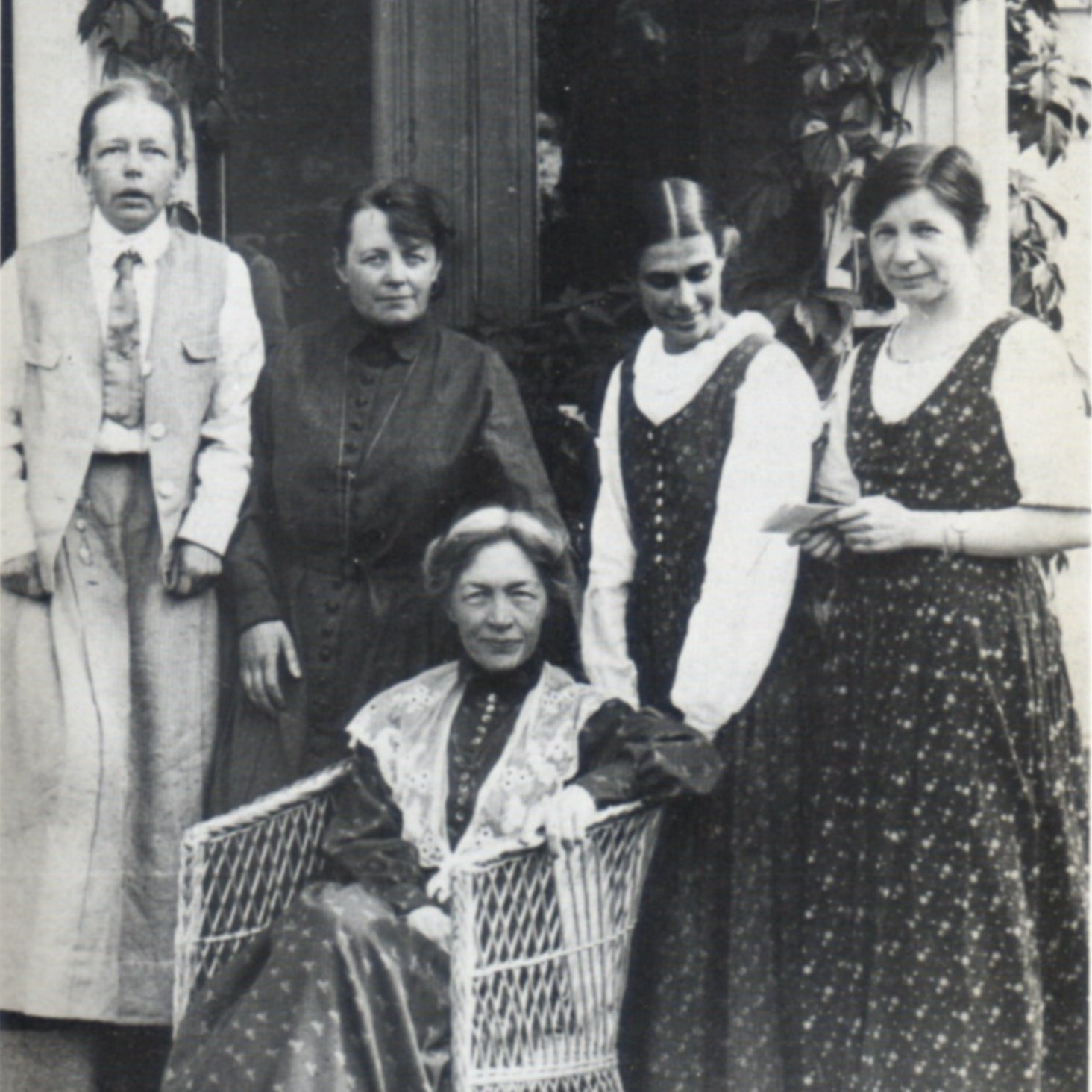
1920-ті роки зліва направо: Елізабет Тамм, Ада Нільссон, Керстін Гессельгрен (сидить), Хонорін Гермелін та Елін Вагнер

Ада Нільссон була членкинею Національної асоціації ліберальних жінок.
Журнал Tidevarvet був заснований у 1923 році Керстін Гессельгрен, освітянкою Хонорін Гермелін, Адою Нільссон, ліберальною політичною діячкою Елізабет Тамм та письменницею Елін Вагнер. Засновниці, які мали ліберальну політичну позицію, були відомі як група Фогельстада. Нільссон була однією з головних спонсорок проєкту і стала головною редакторкою, а її нова подруга Елін Вагнер стала першою редакторкою. Часопис виходив до 1936 року, і протягом трьох років (1925-1928) у ньому публікувалися безкоштовні консультації, але його було важко фінансувати.

## Особисте життя
Нільссон мала стосунки з Хонорін Гермелін. Протягом останнього року життя Нільссон поїхала у Фогельстад разом із Гермелін. Нільсон померла у Юліті майже сліпою і бідною. Похована на кладовищі поблизу місця народження. Її життя — одне з тих, які на станції стокгольмського метро Östermalmstorg зображені на панно Сірі Декерт.